# Бољ
Бољ (мађ. Bóly, хрв. Boja), до 1950. године Немачки Бољ (мађ. Németbóly) град је у Мађарској. Бољ се налази у оквиру жупаније Барања.
Град има 4.002 становника према подацима из 2010. године.
У Бољу постоји мањинска самоуправа српске мањине у Мађарској.

## Географија
Бољ се налази у јужном делу Мађарске, близу државне границе са Хрватском - 12 километара јужно од града. Од првог већег града, Печуја, град је удаљен око 35 километара југоисточно.
Град се налази у средишњем делу Панонске низије, у историјској области Барања. Насеље се налази на приближно метара надорске висине, а околно подручје је равничарско до бреговито.

## Историја Срба у месту
Рац Боја је 1724. године имала око 30 српских православних породица. Године 1747. дотадашња Српска Боја (Рац Боја) преименована је у Немачку Боју (Немет Боја). Потиснула је државна власт Србе у корист Немаца.
У месту је 1855. године живело 2028 становника. Постојала је једна католичка црква.
Почетком 20. века у месту су одржавани вашари пет пута годишње: 6. јануара, 16. маја, 25. јула, 3. септембра и 20. октобра.
У барањском месту Неметбољи (Немачка Боја) је 1905. године било 34 православна житеља. Ту су живели и Буњевци.

## Становништво
Становништво Боља данас је претежно мађарско, али ту живе и припадници мањинских народа: Немци (16,5%), Хрвати (0,5%), Срби (0,2%), Роми. Невелика српска заједница има месну самоуправу, једну од 20-ак активних подружница српске мањинске самоуправе у Мађарској.

### Попис1910.
| Бољ | Бољ |
| --- | --- |
| Језик | Вера |
| укупно: 3.298 Немачки 2.698 (81,80%) Мађарски 474 (14,37%) Хрватски 66 (2,00%) Српски 21 (0,63%) Словачки 4 (0,12%) остали 35 (1,06%) | укупно: 3.298 Римокатол. 3.192 (96,78%) Јевреји 54 (1,63%) Лутерани 21 (0,63%) Калвинисти 14 (0,42%) Православци 13 (0,39%) Гркокатолици 4 (0,12%) |

Напомена: У рубрици осталих језика највећи број особа исказао је шокачки, а мањи део ромски језик.

## Галерија
- Маузолеј Баћањија
- Дворац баћањи
- Споменик у средишту Боља